# Nembrotha cristata
Nembrotha cristata là một loài động vật thân mềm chân bụng nhiều màu sắc của họ Polyceridae. Chúng sống ở vùng biển nhiệt đới Ấn Độ Dương-Tây Thái Bình Dương.

## Miêu tả
Nembrotha cristata có màu đen, dài ít nhất 5 cm. Cơ thể phủ những nốt mụn màu xanh lá cây. Cuống khứu giác và mang của chúng có màu đen, viền màu xanh lá cây. Loài này có bề ngoài giống loài Nembrotha yonowae..

## Môi trường sống
Loài sên biển này xuất hiện tại vùng biển Ấn Độ Dương-Tây Thái Bình Dương. Nó sống tại nơi có độ sâu từ hai đến hai mươi mét. Môi trường sống của chúng là rạn san hô và đá ngầm, và quãng đời kéo dài một năm.